# Змова Бабінгтона

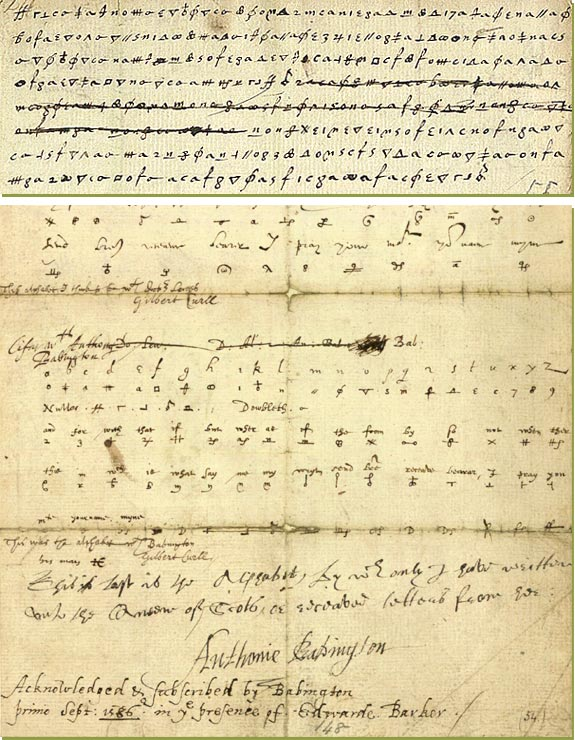
Лист від Френсіса Уолсінгем, 1586

Змова Бабінгтона — це змова 1586 року з метою вбивства королеви Єлизавети, протестантки, і поставити на англійський престол Марію Стюарт, римсько-католицьку кузену Єлизавети. Це призвело до страти королеви Шотландії, Марії Стюарт, яка є результатом відправленого листа Марією (яка була ув'язнена на 18 років з 1568 р. в Англії за наказом Єлизавети), в якій вона дала згоду безпосередньо на вбивство Єлизавети.
Довготривала мета змови була вторгнення в Англію іспанськими силами короля Філіпа II і католицькою лігою у Франції, що призвело до відновлення старої релігії. Френсіс Волсінгем, шпигун Єлизавети, відкрив цю змову і хотів заманити Марію з метою видалення її як претендента на англійський престол.
Головними змовниками були Ентоні Бабінгтон і Джон Баллард. Бабінгтон, молодий бунтар, був прийнятий на роботу Баллардом, який був єзуїтським священиком, який сподівався врятувати шотландську королеву. На Уолсінгема працювали подвійні агенти Роберт Полі і Гілберт Гіффорд, а також Томас Філліпс, останній агент-шпигун і криптоаналітик. Невгомонний католицький диякон Гіффорд був на службі в Волсінгема з кінця 1585 року або на початку 1586. Гіффорд отримав рекомендаційного листа до королеви Марії від повірника і шпигуна, Томаса Моргана. Волсінгем потім поміщає подвійного агента Гіффорда і шпигуна Філліпса в замок Чартлі, де була ув'язнена королева Марія. Гіффорд по плану Уолсінгема помістив зашифровані повідомлення Бабінгтона і королеви Марії в пробку з пивної бочки, які потім були перехоплені Філліпсом, декодовані і відправлені Волсінгему.
Баллард намагався нейтралізувати Бабінгтона, щоб врятувати Марію і помістити її на трон Англії, вбиваючи Єлизавету. Бабінгтон послав закодоване письмо ув'язненій Марії, яке дало своє ім'я до складної багато-сторонньої змови.
7 липня 1586 року єдиний лист Бабінгтона, який був відправлений Марії був розшифрований Філліпсом. 17 липня Марія відповіла в коді, наказуючи майбутнім рятувальникам вбити Єлизавету. У листі також включені розшифровані фрази, які вказують на її бажання бути врятованою: Справи підготовлені таким чином, «і „я раптом зможу транспортуватися з цього місця“. На суді в замку Фотерингей в жовтні 1586 року державні секретарі Єлизавети Вільям Сесіл і Уолсінгем використали лист проти Марії, яка відмовилася визнати, що вона була винна. Але вона була зрадженна її секретарями Нау і Кьорл, які під тиском зізналися, що лист був в основному правдивим.

## Марія в неволі

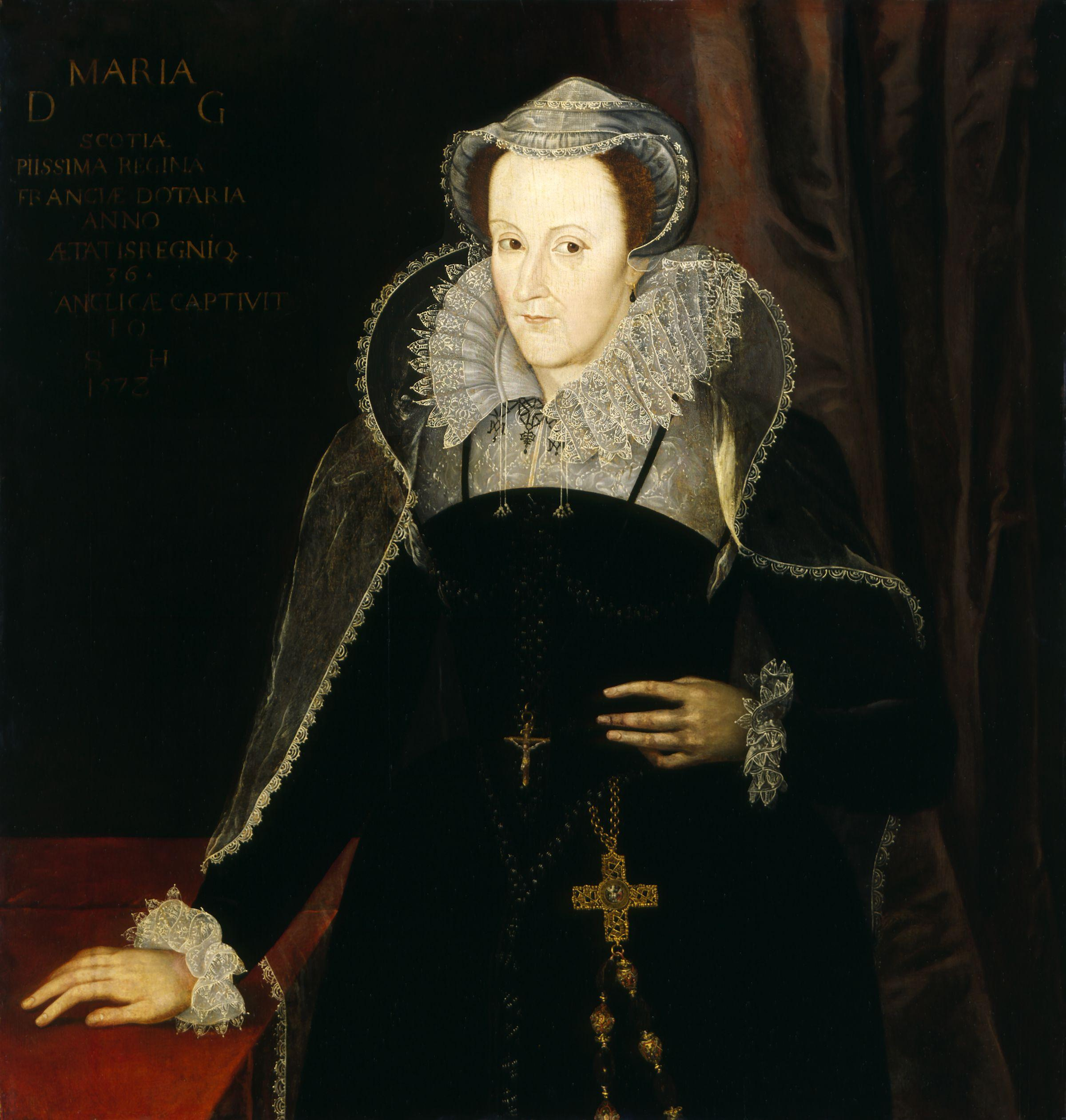
Марія в неволі, 1578

Марія, королева Шотландії, римо-католичка, була законною спадкоємкою трону Англії. У 1568 році вона уникнула ув'язнення шотландськими повстанцями і шукала обіцяну допомогу своєї першої кузени, королеви Єлизавети I, через рік після її вимушеного зречення від престолу Шотландії. Видача папської булли Regnans in Excelsis Пієм V 25 лютого 1570 року дає владу англійським католикам скидати англійську королеву. Королева Марія стала осередком численних сюжетів і інтриг, щоб відновити Англію до своєї колишньої релігії, католицизму і скинути Єлизавету і навіть позбавити її життя. Замість обіцяної допомоги, Єлизавета ув'язнює Марію на дев'ятнадцять років з арештантами, у тому числі і з графом Джорджом Тальботом.
У 1584 році Таємна Рада Єлизавети підписала „облігацію Асоціацій“, розроблену Сесілом і Уолсінгемом, в якому говорилося, що будь-яка людина в лінії престолонаслідування, від імені якого хтось має змову проти королеви, будуть виключені з лінії і страчені. Це було узгоджено сотнями англійцями. Марія також погодилася підписати „облігацію Асоціацій“. У наступному році Парламент прийняв Закон Асоціацій, який передбачає страту будь-якого, хто здобуде прибуток від смерті королеви, якщо буде виявлено змову проти неї. Однак через зв'язку, Марія могла бути страчена, якщо змова було ініційована іншим, що може привести до її приєднання до трону Англії.
Єлизавета наказала королеві Марії повернутися назад в зруйнований замок Татбері в зимову погоду напередодні Різдва у 1584 році. Марії стало погано через погані умови її полону: ув'язненна в дуже вологому холодному приміщенні із закритими вікнами і без доступу до сонця.
У 1585 році Єлизавета наказала королеві Марії, щоб її доставили в кареті під посиленою охороною і помістили під найсуворіше ув'язнення в замку Чартлі в Стаффордширі, під керуванням сіра Эміаса Паулета. Їй було заборонено будь-яке листування із зовнішнім світом. Пуританин Паулет був обраний королевою Єлизаветою тому, що він завжди шкодив католицькій вірі королеви Марії.

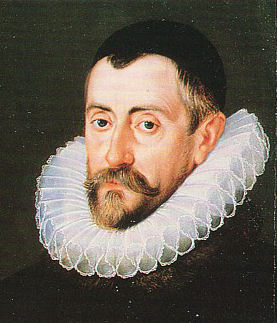
Френсіс Уолсингем

Реагуючи на зростаючу загрозу з боку католиків, спонукувані папою римськьким й іншими католицькими монархами в Європі, сір Френсіс Волсінгем, державний секретар Єлизавети I і головний шпигун, разом з Вільямом Сесілом, головним радником Єлизавети, зрозуміли, що якщо Марія могла бути залучена в змові з метою вбивства Єлизавети, вона може бути страчена і може зменшитися загроза папістом. Як він писав графу Лестеру: „Поки диявольська жінка живе, ні Її Величність не повинні продовжувати спокійно володіти короною, ні її вірні слуги запевняти себе в безпеці свого життя“.». Уолсінгем використовував змову Бабінгтона, яка утримує королеву Марію, відправивши його подвійного агента, Гілберта Гіффорда в Париж, щоб отримати довіру Моргана, а потім замкнути в Бастилії. Морган раніше працював на Джорджа Тальбота, 6-ого графа Шрусбері, більш раннього тюремника королеви Марії. Через Шрусбері, королева Марія познайомилася з Морганом. Королева Марія послала Моргана в Париж, щоб доставити листи французькому суду. У той час як в Парижі Морган став брати участь в попередній змові, розробленій Вільямом Перрі, що призвело до позбавлення волі Моргана в Бастилії. У 1585 Гіффорд був затриманий, коли повертавася в Англію, проходячи через жито в Сассексі з рекомендаційними листами від Моргана до королеви Марії. Уолсінгем випустив Гіффорда працювати як подвійного агента в змову Бабінгтона. Гіффорд використовував псевдонім «№ 4» так само, як він використовував інші псевдоніми, такі як: Colerdin, Pietro і Cornelys. Гіффорд був у ролі кур'єра Уолсінгема в змові проти королеви Марії.

## Змова
Змова Бабінгтона була пов'язана з декількома окремими планами: Іспанське вторгнення в Англію з метою повалення протестантської королеви Єлизавети і замінення її на католицьку королеву Марію;
Змова з метою вбивства королеви Єлизавети;
На прохання французьких прибічників Марії, Джон Баллард, священник-єзуїт і агент римської церкви, вирушили до Англії в 1585 році, щоб забезпечити допомогу від північної католицької шляхти від імені королеви Марії. У березні 1586 року він зустрівся з Джоном Севеджом, колишнім солдатом, який був залучений змову проти Єлизавети і який дав клятву вбити королеву. Він був вирішив взяти участь у цій змові після поради трьох друзів: доктора Вільяма Гіффорда, Крістофера Ходжсона і Гілберта Гіффорда. Гіффорд був заарештований Уолсінгемом і погодився бути подвійним агентом. Гіффорд був уже на службі у Уолсінгема в на той час як Севедж притримувався змові, як говорив Коньерс Рід. Пізніше, в тому ж році, Гіффорд повідомив Чарльзу Паже і Дону Бернардіно де Мендоса, що англійські католики були готові встановити повстання проти Єлизавети, за умови, що вони будуть впевнені в зовнішній підтримці. У той час було неясно, чи був звіт Балларда про ступінь католицької опозиції точним, але він був упевнений, що був в змозі забезпечити гарантії того, що підтримка буде надана. Потім він повернувся в Англію, де він переконав члена католицької шляхти, Бабінгтона, керувати та організовувати англійських католиків проти Єлизавети. Баллард поінформував Бабінгтона про плани, які були запропоновані. Бабінгтон дав зрозуміти, що Баллард був упевнений в підтримці Католицької ліги у Франції:
|  | "Він сказав мені, ща його поевернули до Франції з цього приводу. Будучи з Мендосом в Парижі, він був поінформований про травми, зроблені нашою державою до найбільших християнських князів, по плекання крамоли і підрозділів в своїх провінціях, відмовляючи силою законне володіння шляхом вторгнення в Індію і піратством, грабуючи скарби і багатства інших, було прийнято рішення Католицької ліги домагатися відшкодування збитків і задоволення, яке вони пообіцяли виконати цього літа без подальших зволікань,маючи в готовності такі сили і войовничі препарати,що ніколи не бачили в цих частинах християнського світу. ... Папа був головним розпорядником, християнський король і король католиків з усіма іншими князями ліги погодилися як захід для виправлення цих кривд і реформування релігії. Провідниками цього підприємства для французької нації, Д. де Гіз, або його брат Д. де Мейн; для італійських та іспанських сил, П. Парми; кількість — близько 60 тисяч. Незважаючи на цю впевненість в зовнішній підтримці, Бабінгтон не коливається, так як він вважав, що жодне зовнішнє вторгнення не вдасться до тих пір, поки залишається Єлизавета, до якої Баллард відповів, що в планах Джона Севеджа дбати про це. Після тривалого обговорення з друзями, Бабінгтон погодився приєднатися і очолити змову. |

На жаль для змовників, Уолсінгем був, звичайно, в курсі деяких аспектів змови, ґрунтуючись на доповідях своїх шпигунів, в першу чергу Гілберта Гіффорда, який тримав вкладки на всіх основних учасників. У той час як він міг би викрити якусь частину змови і заарештувати деяких з тих, хто бере участь в ній, йому до цих пір не вистачало якоїсь кількості доказів для того, щоб довести активну участь королеви Марії в змові, і він боявся зробити яку-небудь помилку, яка може коштувати Єлизаветі її життя.

### Проникнення

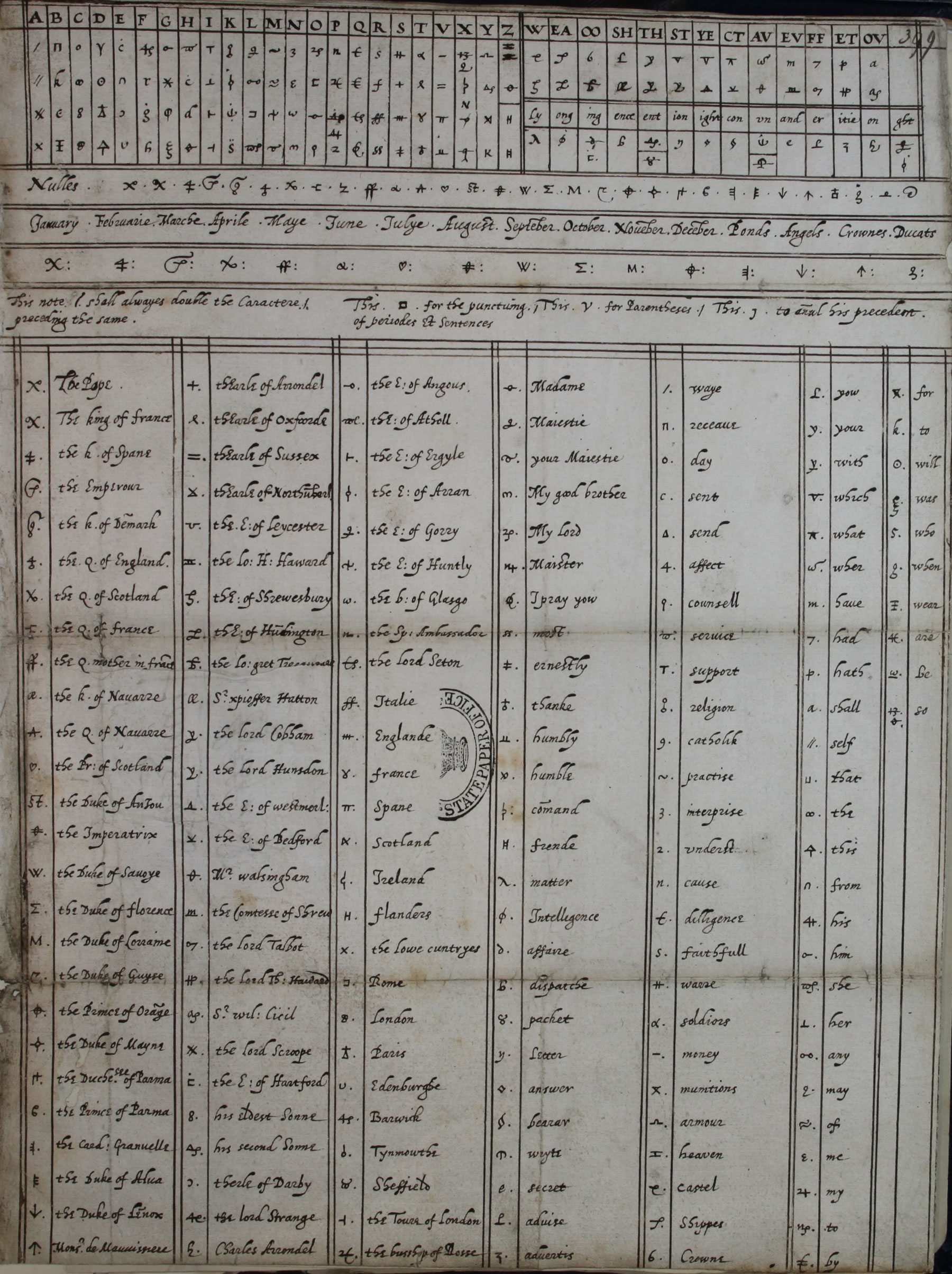
Шифр Марії Стюарт

Уолсінгем і Сесіл зрозуміли, що указ королеви Єлизавети, який вийшов в липні 1584 року після змови Трокмортона, яка перешкоджала всі зв'язки до і від Марії, також порушила їх здатність вловлювати її. Таким чином, Уолсінгем встановив нову лінію зв'язку, одну з яких він міг ретельно контролювати без будь-яких підозр Марії. Гіффорд поїхав до Англії до французького посла Гійома де Єль Аубспайна, барона де Шатонеф-сюр-Шер, і описав новий план листування, який був розроблений Уолсінгемом. Гіффорд і тюремник Паулет домовл'яються з місцевим пивоваром, щоб полегшити переміщення повідомлень між королевою Марією і її прибічниками, поміщаючи їх у водонепроникний корпус всередині пробки від бочки пива. Томас Філліпс, тайнопис і експерт мови на службі Уолсінгема, був потім четвертований в замку Чартлі, щоб получити повідомлення, розшифрувати його і послати його до Уолсінгема. Гіффорд представив таблицю кодів Шатонефу і попросив, щоб перше повідомлення було відправлено до Марії.
Всі наступні повідомлення до Марії мали бути спрямовані дипломатичними пакетами Шатонефу, який потім мав передати їх Гіффорду. Гіффорд мав передати їх Уолсінгему, який може довірити їх Філліпсу. Шифр, який був використаний був номенклатурним шифром. Філліпс мав розшифрувати його і зробити копію листа. Лист був потім запечатаний і повернений Гіффорду, який мав передати його пивовару. Пивовар потім мав переправити лист Марії. Якщо Марія відправила б листа її прибічникам, воно б пішло зворотнім процесом. В ту ж мить, як кожне повідомлення, що йшло до або від Чартлі було перехоплено і прочитано Уолсінгемом.

## Фатальна листування
|  | "Я,десять джентльменів і сотні наших послідовників візьмуть на себе доставку вашої королівської особи з рук ваших ворогів. Супроводжувати узурпатора, якого зробили вільним, будуть шість шляхетних панів, всі мої особисті друзі, які за старанність несуть до католицької справи і служба його Величності зробити це трагічне виконання. |

Цей лист отримала 14 липня 1586 року Марія, яка була в похмурому настрої, знаючи, що її син зрадив її на користь Єлизавети, і через три дні вона відповіла Бабінгтону в довгому листі, в якому вона розповіла про складові успішного порятунку та необхідність вбити Єлизавету. Вона також наголосила на необхідність зовнішньої допомоги, якщо спроба порятунку буде успішною:
|  | "Як я вже давно виявила, що іноземні католицькі князі зробили проти короля Іспанії, і в час перебування католиків тут, які піддалися впливу всіх гонінь і жорстокості, щодня зменшуються в числі, силах, коштах і влади. Якщо засіб правового захисту не буде швидко забезпечений, я боюся, що вони назавжди можуть стати не в змозі піднятися знову і отримати будь-яку допомогу, коли б це було запропоновано. Тоді я молю вас запевнити наших головних друзів, що, у мене не було в цій справі якогось особливого інтересу... Я буду завжди готова і найбільш готов використовувати в ньому своє життя і все, що у мене є, або, можливо, коли-небудь шукати, в цьому світі ". |

Марія, в своєму листі порадила майбутнім рятувальникам протистояти пуританам і зв'язати її справу з королевою Англії як її спадкоємця.
|  | "Ці принципи можуть допомогти знайти і встановити усі асоціації або міркування взагалі, як це було зроблено для збереження і захисту, а також в релігії, як землі, життя і товарів, проти утисків і нехтувань вищезгаданих пуритан, без безпосереднього написання, або видання чогось проти королеви, а скоріше показ готовності підтримати її, і її законних спадкоємців". |

Марія була згодна, що підтримувала вбивство Єлизавети, якщо це призвело б до її визволення і католицького панування Англії. Крім того, королева Марія підтримала в цьому листі, і в іншому, що до посла Мендоса, іспанського вторгнення в Англію. Філліпс знову перехопив і розшифрував листа. Але на цей раз, Філліпс зберіг оригінал і зробив копію, додавши запит на імена змовників:
|  | "Я був би радий дізнатися імена і якості шести джентльменів, які повинні виконати завдання, щоб дати вам більш подальші поради, які необхідно дотримуватися; і все ж таки я хочу бути ознайомлений з іменами всіх головних осіб. |

## Арешти, судові процеси і страти
Джон Баллард був заарештований 4 серпня 1586 року і під тортурами він зізнався і здав Бабінгтона. Хоча Бабінгтон був в змозі отримати листа з припискою, він не зміг відповісти про імена змовників, так як він був заарештований. Інші були взяті в полон 15 серпня 1586 року. Двох секретарів Марії, Клода Нау і Гілберта Кьорла, також було взято під варту і допитано.

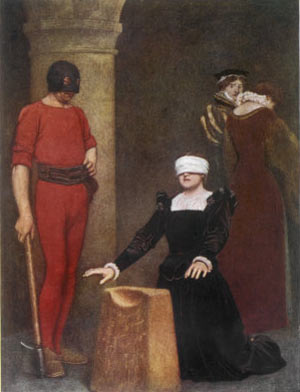
Страта Марії Стюарт

Змовники були засуджені до смертної кари за зраду і змову проти корони, і повинні бути повішені, патранні і четвертовані. Ця перша група складалася з Бабінгтона, Балларда, Чідіока Тічборна, сіра Томаса Солсбері, Роберта Барневелла, Джона Севіджа і Генрі Донна. Ще одна група із семи осіб, Едвард Гавінгтон, Чарльз Тінлі, Едвард Джонс, Джон Чарнок, Джон Траверс, Джером Белламі, і Роберт Гейдж, були засуджені незабаром після цього. Балларда і Бабінгтона було страчено 20-ого вересня 1586-ого року разом з іншими чоловіками, які були ними. Громадський вигук жаху їх страти був таким, що Єлизавета змінила порядок для другої групи, щоб мати можливість дотягти до «абсолютно мертвий» перед випатренням і розквартируванням.
У жовтні 1586 року Марію послали судити до замку Фотерінгхей в Нортхемптонширі 46-ма англійськими лордами, єпископами і графами. Їй не дали дозволу мати юриста, також не дозволялося розглядати докази проти неї та викликати свідків. Частина перекладених Філліпсом листів були зачитані на суді. Марія, як шотландська королева, була визнана винною в зраді проти зарубіжної країни Англії. Один англійський лорд проголосував, що вона не винна. Єлизавета підписала смертний вирок своїй кузині, і 8 лютого 1587 року, перед 300 свідками, Марія Стюарт, була страчена відсіканням голови.

## В літературі
«Марія Стюарт(гра)» (на німецькій мові: Maria Stuart), театралізована версія останніх днів Марії Стюарт, в тому числі змови Бабінгтона, була написана Фрідріхом Шиллером і показана в Веймарі, Німеччині, в 1800 році. Це, в свою чергу лягло в основу «Maria Stuarda», оперу Доніцетті, в 1835 році.
Історія змови Бабінгтона драматизована в романі ''Коники в сіні''Джейна Лейна(ISBN 0-7551-0835-3), і займає чільне місце в «Мрець в Дептфорде» Ентоні Берджесса. Епізод 4 з телесеріалу ''Єлизавета Р'' (під назвою «Страшні Змови») присвячена змові Бабінгтона і фільму «Єлизавета: Золоте Століття». Вигаданий рахунок дається в серії книг Моїй Розповіді, Шпигуни Королеви(перейменована на «Вбити Королеву» 2008) розповіла в форматі щоденника вигадана єлизаветянська дівчина, Кітті.
Змова Бабінгтона також є тематикою дитячого роману Мандрівник у часі, написана Елісоном Аттлі, що виріс біля будинку сім'ї Бабінгтонів в Дербіширі.

## Драматичні пристосування
45-хвилинна драма під назвою «Змова Бабінгтон», написана Майклом Буттом і режисером Александром Євтушенко, була показана на BBC Радіо 4 2-ого грудня 2008-ого року. Ця драма прийняла форму документального фільму на однорічну річниці розстрілу, з історією Томаса Солсбері, Роберта Полі, Гілберта Гіффорда і інших, які, хоча і не були змовниками, в деякому роді, але пов'язані з подіями, про які розповів нам оповідач (Стівена Грейфе). Розподіл ролей відбувався наступним чином: Семюель Барнетт в ролі Томаса Солсбері, Берн Ґорман в ролі Роберта Полі, Джонатан Таффлера в ролі Томаса Філліпса і Інам Мірзи в ролі Гілберта Гіффорда.